# Rolf Gohs
Rolf Ernst Gohs, född 26 oktober 1933 i Tallinn, död 23 augusti 2020, var en svensk illustratör och serietecknare. Han är känd som tidningen Fantomens meste omslagsillustratör och för sin stilbildande äventyrsserie Mystiska 2:an.
Endast 17 år gammal fick Gohs 1951 anställning som ateljétecknare på Press & Publicity (senare Centerförlaget) och tog något år senare över som tecknare av serien Kilroy, en ursprungligen italiensk serie, i Seriemagasinet. Han gjorde även ett antal mer fristående serier efter eget manus i Seriemagasinet på 1950-talet. Under 1960-talet tecknade han licensserier om Fantomen och Pelle Svanslös.
1969 skapade Gohs den egna äventyrsserien Mystiska 2:an (publicerad 1970–1985), med vilken han etablerade sig som en av Nordens främsta seriekonstnärer.
Han gjorde även en rad kortfilmer, varav två visats i TV.

## Biografi

### Uppväxt
Gohs, som är av balttysk härstamning,  föddes i Estland och var under sin barn- och ungdomstid flykting i Polen, Tyskland och Österrike. Han kom till Sverige med de Vita bussarna  i augusti 1946.

### 1950-talet

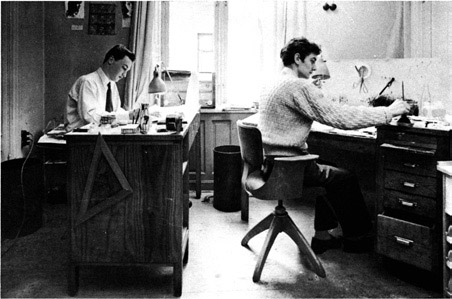
Nils Egerbrandt och Rolf Gohs delade rum på Press & Publicity 1951–1952.

Som 17-åring började Rolf Gohs arbeta som ateljétecknare på Press & Publicity, med start i april 1951. Där fick han överta Seriemagasinets ursprungliga huvudserie Kilroy sedan leveranserna från italienaren Tony Chan upphört. Gohs gjorde totalt över 170 seriesidor om Kilroy i Seriemagasinet 1952–1954. I samma tidning medverkade han med fyra fristående äventyr: Världsrymdens erövrare (1955), Bomben (1956), Mannen från Claa (1957) och Dödens fågel (1958). I samma veva som förlaget flyttade från Mäster Samuelsgatan till Bondegatan i slutet av 1950-talet övergick Gohs till att istället arbeta som frilans för Åhlén & Åkerlund; inte minst som illustratör och omslagsmakare till Fantomen (från 1957) och Levande Livet (1957–1961). Under slutet av 1950-talet skapade han även ett par prisbelönta amatörkortfilmer: Statyetten (1958) och Rebellen (1959).

### 1960-talet
Under 1960-talet tecknade Gohs licensserier om Fantomen och Pelle Svanslös men började även ströjobba som pressfotograf. Delvis parallellt med detta gick han åren 1966–69 en dokumentärfilmsutbildning på Christer Strömholms fotoskola. Under första läsåret skapade han den fiktionsbaserade kortfilmen Mario, om en italiensk invandrarpojkes ankomst till Stockholms central, som blev kritikerrosad och TV-sändes 1967.

### Mystiska 2:an (1970–1985)

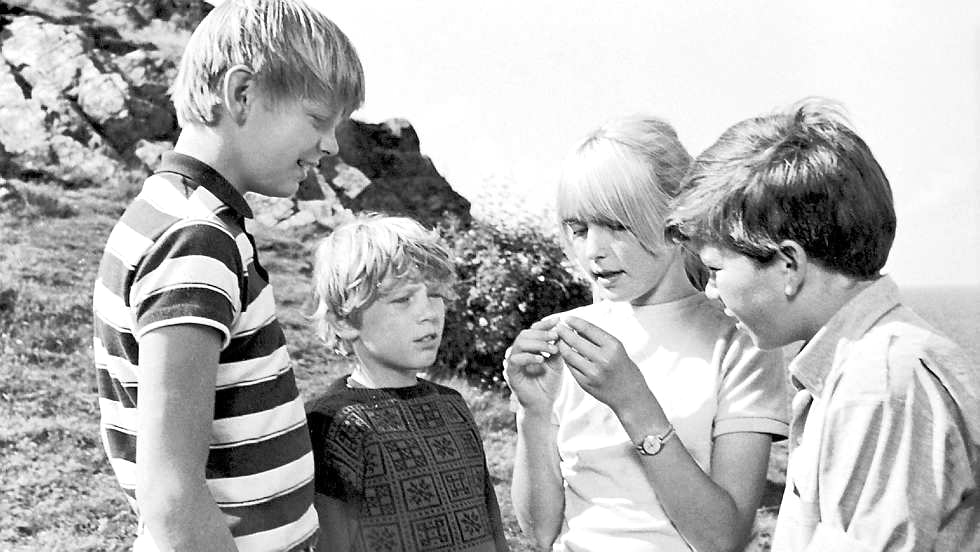
TV-serien Kullamannen (1967) var en av inspirationskällorna till Mystiska 2:an.

I en tid då svenska författare och filmskapare gärna sökte alternativa utgivnings- och distributionskanaler, som alternativ till stora kommersiella aktörer, startade Gohs hösten 1969 det lilla oberoende förlaget Inter Art tillsammans med serietidningsredaktörerna Per-Anders Jonsson och Janne Brydner. Förlaget hann under sin kortvariga existens ge ut två mer eller mindre periodiska seriepublikationer, bägge under 1970: Mystiska 2:an och Kilroy. Förlaget köptes upp av Semic Press.

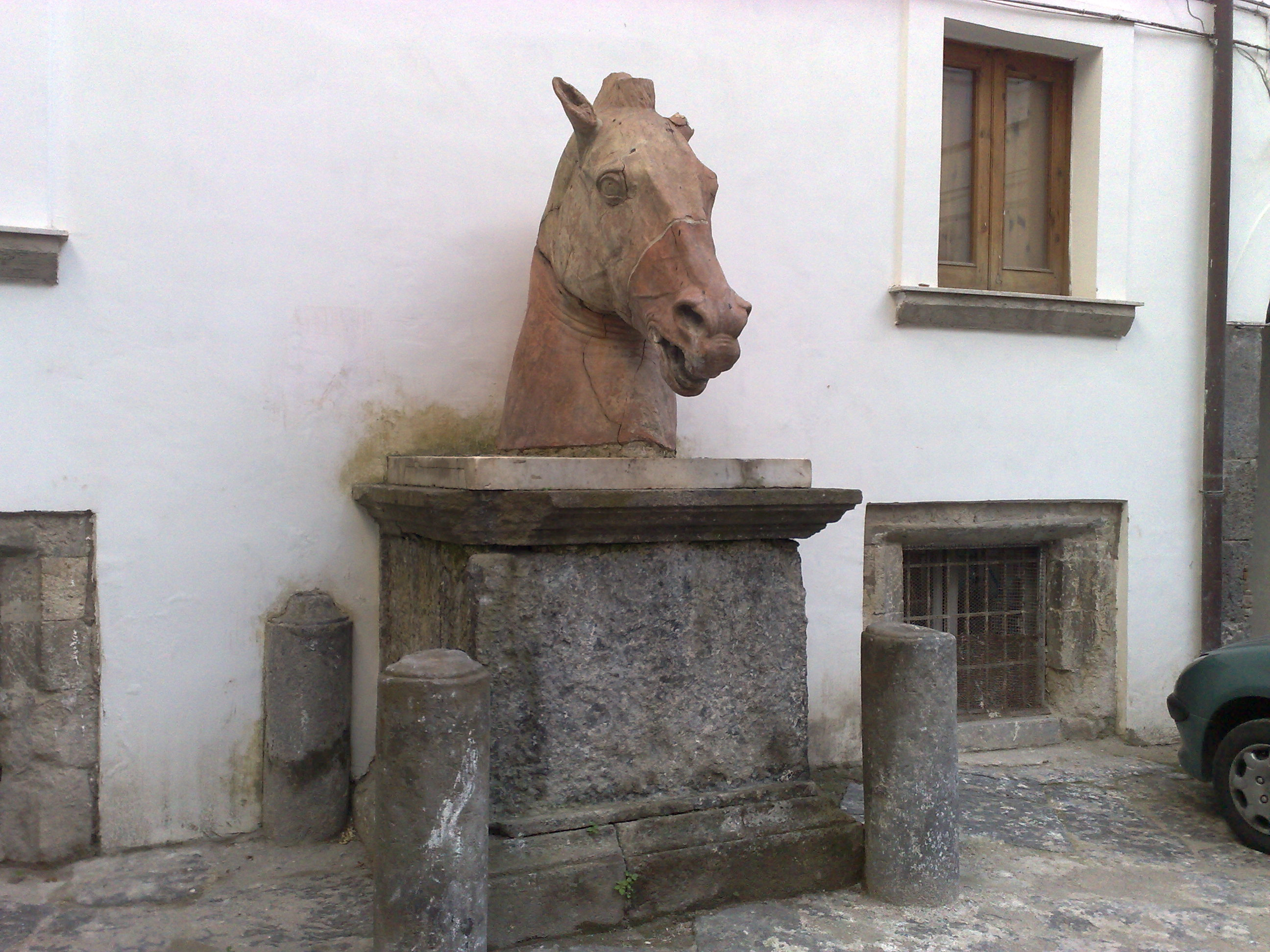
Stenskulptur i Neapel som inspirerade Gohs till äventyret Stenhästens öga.

Äventyrsserien Mystiska 2:an, vars urpremiär ägde rum i den oregelbundet utgivna publikationen med samma namn (sju nummer 1970–73), var Gohs egen skapelse. Den var inspirerad av TV-serien Kullamannen och Ray Bradburys roman Oktoberfolket. Historierna kretsar kring ungdomarna Stefan och Sacho och utspelar sig till stor del i olika Stockholmsmiljöer. Ytterligare Mystiska 2:an-episoder originalpublicerades i Sveriges då största äventyrsserietidning Fantomen (1972), den regelbundet utgivna serietidningen Mystiska 2:an (1973:1–3) och Sveriges då mest lästa dagstidning Expressen (1974), men också i separata seriealbum inspirerade av den fransk-belgiska albumvågen (1974–82) och i en av Sveriges första mer påkostade vuxenserietidningar (Comet, 1985).
Mot slutet av samma period skapade Gohs, tillsammans med Peter Sparring, den fristående serien Blodsmak (Comet 1985:1); en brutal historia i Arrabals och Buñuels anda.
Som serieskapare belönades han dessa år med Svenska Serieakademins Adamsonstatyett (1972) och Semic Press' 91:an-stipendium (1984).

### Serieskapande efter Mystiska 2:an (1985–2002)
Serien Blodsmak (Comet 1985:1) utsattes för kritik i tidningen Arbetarbladet i november–december 1985, där somliga ansåg serien skadligt våldsförhärligande, varav en del (i form av en Hem och Skola-förening i Tierp) kampanjade för att Comet borde dras tillbaka hos respektive återförsäljare. Innan den debatten klingat av ledde publiceringen av Mystiska 2:an-episoden Fågelön i december 1985 till väl så nedgörande kritik (framförd i bland annat Dagens Nyheter) och i förlängningen till att det aktuella tidningsnumret – Comet 1985:3 – drogs tillbaka av förlaget, innan tidningen händelsevis helt lades ner (1985:3 blev Comets tredje och sista utgivna nummer). "Gesten att dra in den del av upplagan på nummer tre som inte var såld var antagligen överdriven, men det lugnade en del upprörda känslor och tidningen var redan ekonomiskt dömd", skrev Semic-chefen Ebbe Zetterstad i slutet av 1980-talet. En liknande händelse hade tidigare samma år drabbat en annan av förlagets mer kortlivade satsningar, humortidningen Etikett, vars tänkta premiärnummer 1985 ställdes in och makulerades varpå tidningen kortvarigt återuppstod på annat förlag 1986. Torgny Litzell avgick som Semic-chef under visst tumult vid tiden för Comet-debaclet och uttryckte vid sin sorti: "Jag tror på både Etikett och Comet som framtida produkter, jag tror att det är oerhört kortsiktigt och oerhört destruktivt tänkande att inte ge dem en chans." Efter kritiken mot serierna i Comet dämpades Gohs lust att fortsätta som serieskapare. Det tog honom 17 år att färdigställa en ny tecknad serie: Dom oskyldiga (2002), i senare utgåva kallad Barnkorståget, publicerad som tredelad följetong i Fantomen hösten 2002. "Allt det här bråket med Comet tog mig rätt hårt. Det gjorde att jag också kom av
mig i arbetet med mitt album om barnkorståget", förklarade Gohs 1992, när serien ännu var långt ifrån avslutad; "Jag känner inte längre att jag har den totala frihet jag behöver för att berätta den här grymma historien."

### Pionjärskap som serieskapare och -pedagog
Serien Dödens fågel (1958) är den första svenska skräckserien. Gohs albumdebut Dockan som inte kunde sova (1974) är den första svenska serien producerad för ett fransk-belgiskt seriealbumsformat.
Gohs var också pionjär i Sverige i det att han arrangerade serietecknarläger för ungdomar tillsammans med Semic-redaktören tillika Seriefrämjandet Stockholm-ordföranden Christian Hammarström. Lägren hölls under sommar- och sportlov på Hamregården i Orsa (sommaren 1979 – vintern 1986) samt i Frederikshavn (sommaren 1981) och på Gotska sandön (sommaren 1986). Verksamheten var föregångare till de serieläger som senare arrangerats på annat håll av serieskaparduon Gahrton-Unenge (indirekt Unghunden-belönat 1996), Monica Hellström och Agneta Persson.
Gohs var våren 1986 premiärutställare på Sveriges första specialgalleri för tecknade serier (Galerie C på Gåsgränd 4 i Gamla stan i Stockholm).

### Fantomen-omslagsmakaren (1957–2012)
Gohs är världens mesta Fantomen-omslagsmakare med sina drygt 900 omslagsmotiv åren 1957–2012. En majoritet av alla Fantomen-omslag fram till 2012 var illustrerade av Rolf Gohs. Hans sammanlagt närmare tusen färgillustrationer för Fantomen är enligt Ulf Granberg "en prestation utan motstycke i svensk seriehistoria".
Enligt Gohs själv hade han sin bästa period som Fantomen-omslagsillustratör under 1980- och en bit in på 1990-talet.

## Stildrag som serieskapare
Gohs teckningsstil kännetecknas av realism, kontrastverkan (med stora delar svarta ytor) och genomtänkta bildkompositioner.
Gohs har av Sture Hegerfors beskrivits som Sveriges mest filmiska serieskapare.

### Inverkan på andra serieskapare
Gohs sätt att teckna har påverkat yngre serieskapare som Mikael Grahn (född 1958), Gunnar Krantz (född 1962) och Mikael Noguchi (född 1976). Gohs bildade en tradition i svensk serieteckning som innebar "dramatiskt klippta scener, zoomningar och djärva förkortningar – filmteknik i tecknarscenografi", för att citera professorn i visuell kommunikation Lena Johannesson.

## Ställning inom svensk seriekultur och -historia

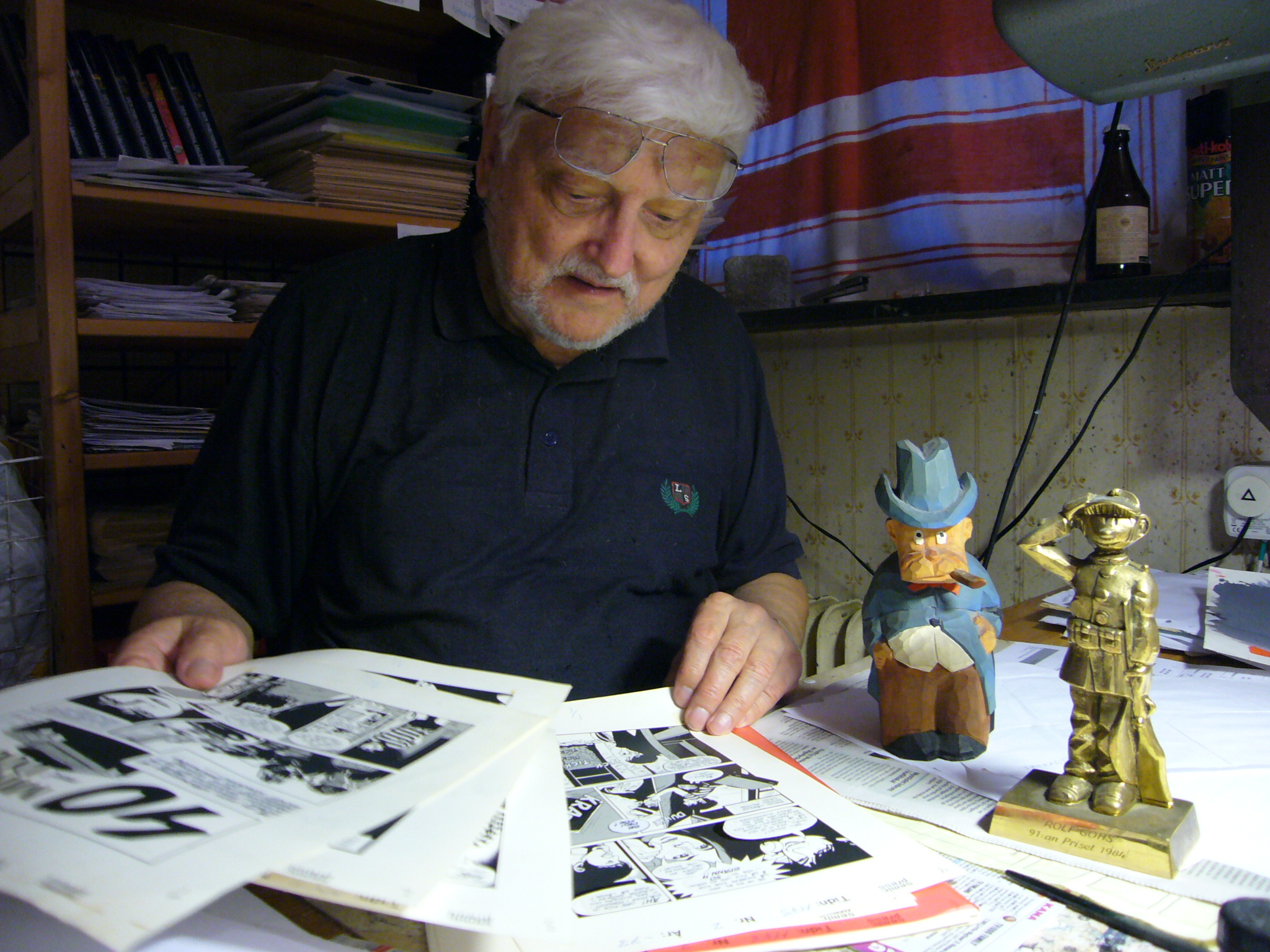
Rolf Gohs i sin ateljé 2010. T.h. ett par prisstatyetter: Adamson (1972) och 91:an-stipendiet (1984).

Mystiska 2:an har såväl i sin samtid som i retrospektiva sammanhang framhållits som en mer eller mindre unikt framstående svensk serie under 1970-talet. Svenska Serieakademins president Sture Hegerfors skrev i slutet av 1970-talet att Gohs var "det intressantaste namnet inom svensk serieteckning just nu". Daniel Atterbom ansåg under sin ordförandetid i Seriefrämjandet (1989–1995) att samlingsalbumet Mystiska 2:an från 1986 var hela åttiotalets bästa originalsvenska seriealbum. Ulf Granberg (före detta mångårig Fantomen-redaktör) skrev 2017 i förordet till en nyproducerad Gohs-monografi: "Ingen annan inhemsk serieskapare har präglat det svenska serielandskapet i lika hög grad som Rolf Gohs."
I Nationalencyklopedin (2023) anges att Rune Andréassons Bamse, Jan Lööfs Felix och Rolf Gohs' Mystiska 2:an varit de viktigaste verken inom svenska barnserier och ungdomsserier.
Samtidigt har det funnits en tid, kanske framförallt under 00-talet, när Gohs fallit i relativ glömska; exempelvis blev vare sig han eller hans serier överhuvudtaget omnämnda i  Fredrik Strömbergs seriehistoriska översiktsverk Swedish Comics History (2003).
En 98-sidig biografisk artikel om Gohs och hans serieskapande trycktes som huvudartikel i Svensk Seriehistoria: andra boken från Svenskt Seriearkiv (2016).
Två inbundna seriesamlingar har getts ut: Mystiska 2:an (1986) och Rolf Gohs: ett tecknarliv (2017). Den senare återger även en mängd omslagsillustrationer.

## Serier
Tabellen avser att endast täcka in publiceringar på svenska.
| År   | Övergripande serietitel | Episodtitel (fetmarkering = RG ensam skapare av figurer och handling) | Publicering                    | Publicering                          | Publicering | Repriser och/eller senare bearbetningar           | Repriser och/eller senare bearbetningar | Anmärkning                                          |
| År   | Övergripande serietitel | Episodtitel (fetmarkering = RG ensam skapare av figurer och handling) | publikation                    | nr/datum/årg.                        | omfång      | var                                               | omfång                                  | Anmärkning                                          |
| ---- | ----------------------- | --------------------------------------------------------------------- | ------------------------------ | ------------------------------------ | ----------- | ------------------------------------------------- | --------------------------------------- | --------------------------------------------------- |
| 1952 | Kilroy                  | Utan titel (slutet på en Chan-episod)                                 | Seriemagasinet                 | 1952:6                               | 5           |                                                   |                                         | Manusmedarbetare: Arne Linderholm.                  |
| 1952 | Kilroy                  | Kilroy i Tibet                                                        | Seriemagasinet                 | 1952:7–11                            | 25          |                                                   |                                         | Manusmedarbetare: Arne Linderholm.                  |
| 1952 | Kilroy                  | Förbannelsens Pärla                                                   | Seriemagasinet                 | 1952:12–19                           |             |                                                   |                                         | Manusmedarbetare: Arne Linderholm (del 1–6).        |
| 1952 | Kilroy                  | Kilroy i Klippstaden                                                  | Seriemagasinet                 | 1952:22–26                           |             |                                                   |                                         |                                                     |
| 1952 | Kilroy                  | Kilroy och flygpiraterna                                              | Seriemagasinet                 | 1952:27–33                           |             |                                                   |                                         |                                                     |
| 1952 | Kilroy                  | Utan titel                                                            | Seriemagasinet                 | 1952:34–43                           |             |                                                   |                                         |                                                     |
| 1953 | Kilroy                  | Kilroy i San Francisco                                                | Seriemagasinet                 | 1953:30–31                           |             |                                                   |                                         |                                                     |
| 1954 | –                       | Sagan om late Jöns                                                    | Tuff och Tuss                  | 1954:9                               | 3           |                                                   |                                         | Handling hämtad ur sagoboken Nu ska ni få höra.     |
| 1954 | Kilroy                  | Utan titel                                                            | Seriemagasinet                 | 1954:50-51                           | 6           |                                                   |                                         |                                                     |
| 1955 | –                       | Världsrymdens erövrare                                                | Seriemagasinet                 | 1955:50                              | 10          |                                                   |                                         | Baserad på långfilmen med samma namn(en).           |
| 1956 | –                       | Bomben                                                                | Seriemagasinet                 | 1956:28-29                           | 10          | Kilroy 1970:3                                     | 9                                       | Inspirerad av Hitchcock-filmen Sabotage.            |
| 1957 | –                       | Mannen från Claa                                                      | Seriemagasinet                 | 1957:1–13                            | 39          |                                                   |                                         |                                                     |
| 1958 | –                       | Dödens fågel                                                          | Seriemagasinet                 | 1958:24                              | 10          | Kilroy 1970:7                                     | 10                                      |                                                     |
| 1958 | –                       | Dödens fågel                                                          | Seriemagasinet                 | 1958:24                              | 10          | Thud 1973:2 (nr 20)                               | 10                                      |                                                     |
| 1958 | –                       | Dödens fågel                                                          | Seriemagasinet                 | 1958:24                              | 10          | Rolf Gohs: ett tecknarliv (2017)                  | 10                                      |                                                     |
| 1966 | Fantomen                | Den stora bankkuppen                                                  | Fantomen                       | 1966:11                              | 25          | Fantomen: den inbundna årgången 1966. D. 3 (2016) | 25                                      |                                                     |
| 1967 | Pelle Svanslös          | Den nya hatten                                                        | Pelle Svanslös och hans vänner |                                      | 4           |                                                   |                                         | "Berättad av Gösta Knutsson"                        |
| 1967 | Pelle Svanslös          | Äventyret i trollskogen                                               | Pelle Svanslös och hans vänner | 10                                   |             |                                                   |                                         | "Berättad av Gösta Knutsson"                        |
| 1970 | Mystiska 2:an           | Mysteriet Rosenkammaren                                               | Mystiska 2:an                  | nr 1 (1970)                          | 31          | Expressen maj–juli(?) 1974                        |                                         |                                                     |
| 1970 | Mystiska 2:an           | Mysteriet Rosenkammaren                                               | Mystiska 2:an                  | nr 1 (1970)                          | 31          | Rolf Gohs: ett tecknarliv (2017)                  | 31                                      |                                                     |
| 1970 | Fantomen                | Jordbävningen                                                         | Fantomen                       | 1970:11                              | 12          |                                                   |                                         | Manus: Janne Lundström. Delvis italienskt material. |
| 1970 | Mystiska 2:an           | Blind hämnd                                                           | Mystiska 2:an                  | nr 2 (1970)                          | 31          | Expressen 2 juli–26 aug 1974                      |                                         |                                                     |
| 1971 | Pelle Svanslös          | Utan titel                                                            | Pelle Svanslös                 | 1971:2                               | 10          |                                                   |                                         |                                                     |
| 1971 | Pelle Svanslös          | Utan titel                                                            | Pelle Svanslös                 | 1971:2                               | 2           |                                                   |                                         |                                                     |
| 1971 | Pelle Svanslös          | Utan titel                                                            | Pelle Svanslös                 | 1971:3                               | 4           |                                                   |                                         |                                                     |
| 1971 | Pelle Svanslös          | Utan titel                                                            | Pelle Svanslös                 | 1971:3                               | 5           |                                                   |                                         |                                                     |
| 1971 | Pelle Svanslös          | Utan titel                                                            | Pelle Svanslös                 | 1971:3                               | 1           |                                                   |                                         |                                                     |
| 1971 | Pelle Svanslös          | Utan titel                                                            | Pelle Svanslös                 | 1971:3                               | 3           |                                                   |                                         |                                                     |
| 1971 | Mystiska 2:an           | Terror i natten                                                       | Mystiska 2:an                  | nr 3 (1971)                          | 32          | Expressen ? sep–? nov 1974                        |                                         |                                                     |
| 1971 | Mystiska 2:an           | Stenhästens öga                                                       | Mystiska 2:an                  | nr 4 (1971)                          | 32          | Expressen ?/12 1973–7/2 1974                      |                                         |                                                     |
| 1971 | Mystiska 2:an           | Stenhästens öga                                                       | Mystiska 2:an                  | nr 4 (1971)                          | 32          | Toppserien 1978:4                                 | 15                                      |                                                     |
| 1971 | Mystiska 2:an           | Stenhästens öga                                                       | Mystiska 2:an                  | nr 4 (1971)                          | 32          | Rolf Gohs: ett tecknarliv (2017)                  | 30                                      |                                                     |
| 1972 | Mystiska 2:an           | Mardrömmen (titel fr.o.m. 1973: Fiskögat)                             | Mystiska 2:an                  | nr 5 (1972)                          | 31          | Expressen 9/7–?/8 1973                            |                                         |                                                     |
| 1972 | Mystiska 2:an           | Mardrömmen (titel fr.o.m. 1973: Fiskögat)                             | Mystiska 2:an                  | nr 5 (1972)                          | 31          | Toppserien 1978:9                                 | 14                                      |                                                     |
| 1972 | Mystiska 2:an           | Mardrömmen (titel fr.o.m. 1973: Fiskögat)                             | Mystiska 2:an                  | nr 5 (1972)                          | 31          | Fantomen 2004:10                                  | 16                                      |                                                     |
| 1972 | Mystiska 2:an           | Cangams förbannelse                                                   | Mystiska 2:an                  | nr 6 (1972)                          | 31          | Expressen 1974–jan/feb 1975                       |                                         |                                                     |
| 1972 | Mystiska 2:an           | Cangams förbannelse                                                   | Mystiska 2:an                  | nr 6 (1972)                          | 31          | Toppserien 1978:7                                 | 20                                      |                                                     |
| 1972 | Mystiska 2:an           | Skatten på spökön                                                     | Fantomen                       | 1972:16–26                           | 39          | Expressen 25/8–?/? 1973                           |                                         | Synopsis: Janne Lundström.                          |
| 1973 | Mystiska 2:an           | Källarmysteriet                                                       | Mystiska 2:an                  | nr 7 (1973)                          | 31          | Expressen ?/?–?/12 1973                           |                                         | Synopsis: Janne Lundström.                          |
| 1973 | Mystiska 2:an           | Källarmysteriet                                                       | Mystiska 2:an                  | nr 7 (1973)                          | 31          | Toppserien 1978:9                                 | 18                                      | Synopsis: Janne Lundström.                          |
| 1973 | Mystiska 2:an           | Gravguldet                                                            | Mystiska 2:an                  | 1973:1                               | 16          | Expressen 8/2–9/3 1974                            |                                         | Synopsis, utifrån idéer av Gohs: Janne Lundström.   |
| 1973 | Mystiska 2:an           | Gravguldet                                                            | Mystiska 2:an                  | 1973:1                               | 16          | Fantomen 1998:25                                  | 16                                      | Synopsis, utifrån idéer av Gohs: Janne Lundström.   |
| 1973 | Mystiska 2:an           | 40 minuter med döden                                                  | Mystiska 2:an                  | 1973:2                               | 16          | Expressen mars–april 1974                         |                                         | En variant av "Bomben" från 1956.                   |
| 1973 | Mystiska 2:an           | 40 minuter med döden                                                  | Mystiska 2:an                  | 1973:2                               | 16          | Mystiska 2:an (samlingsalbum 1986)                | 16                                      | En variant av "Bomben" från 1956.                   |
| 1973 | Mystiska 2:an           | 40 minuter med döden                                                  | Mystiska 2:an                  | 1973:2                               | 16          | Fantomen 1998:23                                  | 16                                      | En variant av "Bomben" från 1956.                   |
| 1973 | Mystiska 2:an           | Tåg mot rött                                                          | Mystiska 2:an                  | 1973:3                               | 16          | Expressen april–maj 1974                          |                                         |                                                     |
| 1973 | Mystiska 2:an           | Tåg mot rött                                                          | Mystiska 2:an                  | 1973:3                               | 16          | Toppserien 1978:9                                 | 9                                       |                                                     |
| 1973 | Mystiska 2:an           | Tåg mot rött                                                          | Mystiska 2:an                  | 1973:3                               | 16          | Mystiska 2:an (samlingsalbum 1986)                | 16                                      |                                                     |
| 1973 | Mystiska 2:an           | Tåg mot rött                                                          | Mystiska 2:an                  | 1973:3                               | 16          | Fantomen 1998:24 bilaga                           | 8                                       |                                                     |
| 1974 | Mystiska 2:an           | Spökfyren (1974); Nålen (1977)                                        | Expressen                      | 27 aug–? sep                         |             | Toppserien 1977:13                                | 10                                      |                                                     |
| 1974 | Mystiska 2:an           | Dockan som inte kunde sova                                            | album                          |                                      | 41          | Expressen 1975                                    |                                         | Textmedarbetare: Bo Herlin.                         |
| 1974 | Mystiska 2:an           | Dockan som inte kunde sova                                            | album                          | Mystiska 2:an (samlingsalbum 1986)   | 41          | 39                                                |                                         | Textmedarbetare: Bo Herlin.                         |
| 1975 | Mystiska 2:an           | Glaspyramiderna                                                       | album                          |                                      | 44          | Mystiska 2:an (samlingsalbum 1986)                | 44                                      |                                                     |
| 1975 | Mystiska 2:an           | Glaspyramiderna                                                       | album                          | Bild & Bubblas stora seriebok (1989) | 44          |                                                   |                                         |                                                     |
| 1975 | Mystiska 2:an           | Utan titel (1975–1976); Superhjälten: en serie om våld (1979–)        | Gnistan                        | 1975:41–1976:7                       | 14          | album (1979)                                      | 41                                      |                                                     |
| 1975 | Mystiska 2:an           | Utan titel (1975–1976); Superhjälten: en serie om våld (1979–)        | Gnistan                        | 1975:41–1976:7                       | 14          | Bild & Bubblas stora seriebok (1989)              |                                         |                                                     |
| 1975 | Mystiska 2:an           | Mystiska 2:an lär dig ta bilder                                       | Foto och filmteknik            | 1975:12                              | 3           | Bästa fototipsen (1978)                           | 4                                       |                                                     |
| 1977 | Mystiska 2:an           | Rymlingarna                                                           | Fantomen                       | 1977:23                              | 16          | Mystiska 2:an (samlingsalbum 1986)                | 15                                      |                                                     |
| 1978 | Mystiska 2:an           | Farlig last                                                           | Fantomen                       | 1978:22                              | 20          | Mystiska 2:an (samlingsalbum 1986)                | 20                                      |                                                     |
| 1979 | Mystiska 2:an           | Mysteriet med frukostmaten som försvann                               | Morron-Bladet                  | (1)                                  | 1           |                                                   |                                         |                                                     |
| 1979 | Mystiska 2:an           | Det gåtfulla brevet                                                   | Fantomen                       | 1979:23                              | 20          | Mystiska 2:an (samlingsalbum)                     | 19                                      |                                                     |
| 1982 | Mystiska 2:an           | Den stora chocken                                                     | Nya Tider                      | nr 2–4                               | 3           |                                                   |                                         | Ofullbordad.                                        |
| 1982 | Mystiska 2:an           | Sacho, Stefan och langaren                                            | album                          |                                      | 37          |                                                   |                                         | Manus: Janne Lundström.                             |
| 1985 | –                       | Blodsmak                                                              | Comet                          | 1985:1                               | 18          | Bild & Bubblas andra seriebok (1992)              |                                         | Manusmedverkan: Peter Sparring.                     |
| 1985 | Mystiska 2:an           | Fågelön                                                               | Comet                          | 1985:3                               | 33          |                                                   |                                         | Dialog: Stefan Stenudd.                             |
| 1990 | –                       | Utan titel                                                            | Rolf Gohs-special              |                                      | 14          |                                                   |                                         | Ofullbordade (skapade 1953–1954).                   |
| 1990 | –                       | Äventyr i Afrika                                                      | Rolf Gohs-special              | 27                                   |             |                                                   |                                         | Ofullbordade (skapade 1953–1954).                   |
| 2002 | –                       | Dom oskyldiga (2002); Barnkorståget (2017)                            | Fantomen                       | 2002:21–23                           | 62          | Rolf Gohs: ett tecknarliv (2017)                  | 60                                      | Textbearbetning: Ulf Granberg.                      |

Anmärkningar: Åtminstone visst Pelle Svanslös-material har sannolikt publicerats (möjligen originalpublicerats) i Expressen. Dagsstrippversionen av Mystiska 2:an (ursprungligen i Expressen 1973–1975) har även förekommit i andra svenska dagstidningar. Gohs har även varit inblandad i produktionen av fotografiska serier i Seriemagasinet på 1950-talet och stått för viss bearbetning ("additionall art") i två Fantomen-serier i Fantomen 1970.

## Omslag

### Tidningar och julalbum
| Titel                                  | Antal         | Period       | Period       | Typ        | Typ    | Ref.          |
| Titel                                  | Antal         | från         | till         | serietidn. | övrigt | Ref.          |
| -------------------------------------- | ------------- | ------------ | ------------ | ---------- | ------ | ------------- |
| Seriemagasinet                         | ca 300        | (åtm. 1952)  | (efter 1961) | ✔          |        | [ 79 ]        |
| Cowboy                                 |               | (åtm. 1952)  | (åtm. 1952)  | ✔          |        | [ 80 ]        |
| Läderlappen                            |               | (åtm. 1954)  | (åtm. 1954)  | ✔          |        | [ 80 ]        |
| Stålmannen                             |               | (åtm. 1954)  | (åtm. 1954)  | ✔          |        | [ 80 ]        |
| [[Tomahawk (serietidning)]\|Tomahawk]] |               | (åtm. 1954)  | (åtm. 1954)  | ✔          |        | [ 80 ]        |
| Fantomen                               | 911           | 1957         | 2012         | ✔          |        | [ 78 ] [ 81 ] |
| Levande Livet                          | ett femtiotal | 1957         | 1961         |            | ✔      | [ 22 ]        |
| Teknik för alla                        |               | (åtm. 1958)  | (åtm. 1958)  |            | ✔      | [ 82 ]        |
| Fantomen (julalbum)                    | 37            | 1959         | 2000         |            | ✔      | [ 83 ]        |
| Blixt Gordon                           |               |              |              | ✔          |        | [ 84 ]        |
| Buffalo                                |               |              |              | ✔          |        | [ 84 ]        |
| Helgonet                               |               |              |              | ✔          |        | [ 84 ]        |
| James Bond                             |               |              |              | ✔          |        | [ 84 ]        |
| Mandrake                               |               |              |              | ✔          |        | [ 84 ]        |
| Seriemagasinet Special                 |               |              |              | ✔          |        | [ 84 ]        |
| Serie-nytt                             |               |              |              | ✔          |        | [ 84 ]        |
| TV-serier                              |               |              |              | ✔          |        | [ 84 ]        |
| Western                                |               |              |              | ✔          |        | [ 84 ]        |
| Krutrök                                |               |              |              | ✔          |        | [ 84 ]        |
| Johnny Hazard                          |               |              |              | ✔          |        | [ 84 ]        |
| King vid ridande polisen               |               |              |              | ✔          |        | [ 84 ]        |
| Flipper                                |               |              |              | ✔          |        | [ 84 ]        |
| Buster                                 |               |              |              | ✔          |        | [ 84 ]        |
| Buffalo Bill                           |               |              |              | ✔          |        | [ 84 ]        |
| Mannen från U.N.C.L.E.                 | ≤ 17          | (1960-talet) | (1960-talet) | ✔          |        | [ 85 ]        |
| Mystiska 2:an                          | 10            | 1970         | 1973         | ✔          |        | [ 86 ]        |
| Kapten Kloss                           | 19            | 1971         | 1973         | ✔          |        | [ 87 ] [ 88 ] |
| Svenska Serier                         |               |              |              | ✔          |        | [ 84 ]        |
| Comet                                  | 1             | 1985         | 1985         | ✔          |        | [ 84 ] [ 89 ] |
| Barracuda                              | 9             | 1990         | 1991         | ✔          |        |               |
| Agent X9                               |               | (åtm. 1997)  | (åtm. 1997)  | ✔          |        | [ 84 ]        |

### Böcker och kassettband
| År   | Serie             | Titel (fetmarkering = RG ensam upphovsman till volymen) | Författare                     | Förlag               | Typ       | Typ      | Typ       | Typ     | Ref.   |
| År   | Serie             | Titel (fetmarkering = RG ensam upphovsman till volymen) | Författare                     | Förlag               | skönlitt. | seriebok | facklitt. | kassett |        |
| ---- | ----------------- | ------------------------------------------------------- | ------------------------------ | -------------------- | --------- | -------- | --------- | ------- | ------ |
| 1967 | Detektivklubben   | Detektivklubben                                         | Sven Ingvar                    | Rabén & Sjögren      | ✔         |          |           |         |        |
| 1968 | Detektivklubben   | Detektivklubben och skolmysteriet                       | Sven Ingvar                    | Rabén & Sjögren      | ✔         |          |           |         |        |
| 1970 | Katitzi           | Katitzi och Swing                                       | Katarina Taikon                | Gidlund              | ✔         |          |           |         |        |
| 1974 | Mystiska 2:an     | Dockan som inte kunde sova                              | Rolf Gohs                      | Coeckelbergh         |           | ✔        |           |         |        |
| 1975 | Mystiska 2:an     | Glaspyramiderna                                         | Rolf Gohs                      | Semic Press          |           | ✔        |           |         |        |
| 1976 | Per Stigman       | Per Stigmans äventyr: del 1                             | A. M. Marksman (Nils Holmberg) | Oktoberförlaget      | ✔         |          |           |         |        |
| 1979 | Mystiska 2:an     | Superhjälten                                            | Rolf Gohs                      | Semic Press          |           | ✔        |           |         |        |
| 1981 | Mysterie-böckerna | Mysteriet med den brunna stugan                         | Enid Blyton                    | Rabén & Sjögren      | ✔         |          |           |         | [ 90 ] |
| 1981 | Mysterie-böckerna | Mysteriet med den försvunna katten                      | Enid Blyton                    | Rabén & Sjögren      | ✔         |          |           |         | [ 90 ] |
| 1981 | Mysterie-böckerna | Mysteriet med det hemliga rummet                        | Enid Blyton                    | Rabén & Sjögren      | ✔         |          |           |         | [ 90 ] |
| 1981 | Mysterie-böckerna | Mysteriet med de anonyma breven                         | Enid Blyton                    | Rabén & Sjögren      | ✔         |          |           |         | [ 90 ] |
| 1982 | Mysterie-böckerna | Mysteriet med det stulna halsbandet                     | Enid Blyton                    | Rabén & Sjögren      | ✔         |          |           |         | [ 90 ] |
| 1982 | Mysterie-böckerna | Mysteriet med det gömda huset                           | Enid Blyton                    | Rabén & Sjögren      | ✔         |          |           |         | [ 90 ] |
| 1982 | Mysterie-böckerna | Mysteriet med teaterkatten                              | Enid Blyton                    | Rabén & Sjögren      | ✔         |          |           |         | [ 90 ] |
| 1982 | Mysterie-böckerna | Mysteriet med den osynlige tjuven                       | Enid Blyton                    | Rabén & Sjögren      | ✔         |          |           |         | [ 90 ] |
| 1982 | Mystiska 2:an     | Stefan, Sacho och langaren                              | Janne Lundström                | Rabén & Sjögren      |           | ✔        |           |         |        |
| 1983 | Mysterie-böckerna | Mysteriet med den försvunne prinsen                     | Enid Blyton                    | Rabén & Sjögren      | ✔         |          |           |         | [ 90 ] |
| 1983 | Mysterie-böckerna | Mysteriet med det konstiga byltet                       | Enid Blyton                    | Rabén & Sjögren      | ✔         |          |           |         | [ 90 ] |
| 1983 | Mysterie-böckerna | Mysteriet vid Ekallén                                   | Enid Blyton                    | Rabén & Sjögren      | ✔         |          |           |         | [ 90 ] |
| 1983 | Mysterie-böckerna | Mysteriet i jägarvillan                                 | Enid Blyton                    | Rabén & Sjögren      | ✔         |          |           |         | [ 90 ] |
| 1984 | Mysterie-böckerna | Mysteriet med rymmaren                                  | Enid Blyton                    | Rabén & Sjögren      | ✔         |          |           |         | [ 90 ] |
| 1984 | Mysterie-böckerna | Mysteriet med tjuvgömman                                | Enid Blyton                    | Rabén & Sjögren      | ✔         |          |           |         | [ 90 ] |
| 1984 | Mysterie-böckerna | Mysteriet i spökslottet                                 | Enid Blyton                    | Rabén & Sjögren      | ✔         |          |           |         | [ 90 ] |
| 1985 | –                 | Om om (2 uppl.)                                         | Stefan Stenudd                 | AWE/Geber            | ✔         |          |           |         | [ 91 ] |
| 1986 | Mystiska 2:an     | Mystiska 2:an                                           | Rolf Gohs                      | Medusa               |           | ✔        |           |         |        |
| 1992 | Seriekatalogen    | Seriekatalogen 1992/93                                  |                                | Alvglans             |           |          | ✔         |         |        |
| 1992 | Åshöjdens BK      | Åshöjdens BK (samlingsvolym)                            | Max Lundgren                   | Bonniers juniorförl. | ✔         |          |           |         | [ 92 ] |
| 1992 | Fem               | Fem på rymmarstråt                                      | Enid Blyton                    |                      |           |          |           | ✔       |        |
| 1992 | Fem               | Fem på smugglarjakt                                     | Enid Blyton                    |                      |           |          | ✔         |         |        |
| 1993 | Fem               | Fem på tjuvjakt                                         | Enid Blyton                    |                      |           |          | ✔         |         |        |
| 1993 | Fem               | Fem stoppar spöktåget                                   | Enid Blyton                    |                      |           |          | ✔         |         |        |
| 1993 | Kerry Drake       | Kerry Drake: polisdetektiv                              | Alfred Andriola                | Semic Press          |           | ✔        |           |         |        |
| 1994 | Blixt Gordon      | Blixt Gordon: [Dan Barrys klassiska äventyr 1951-1956]  | Dan Barry                      | Semic Press          |           | ✔        |           |         |        |
| 1994 | Rip Kirby         | Rip Kirby: [de första tjugo åren i urval, 1946-1965]    | Alex Raymond m.fl.             | Semic Press          |           | ✔        |           |         |        |
| 1995 | Mysterie-böckerna | Mysteriet med den brunna stugan                         | Enid Blyton                    | Citadell             | ✔         |          |           |         | [ 90 ] |
| 1995 | Mysterie-böckerna | Mysteriet med den försvunna katten                      | Enid Blyton                    | Citadell             | ✔         |          |           |         | [ 90 ] |
| 1995 | Mysterie-böckerna | Mysteriet med det hemliga rummet                        | Enid Blyton                    | Citadell             | ✔         |          |           |         | [ 90 ] |
| 1995 | Mysterie-böckerna | Mysteriet med de anonyma breven                         | Enid Blyton                    | Citadell             | ✔         |          |           |         | [ 90 ] |
| 1995 | Mysterie-böckerna | Mysteriet med det stulna halsbandet                     | Enid Blyton                    | Citadell             | ✔         |          |           |         | [ 90 ] |
| 1995 | Mysterie-böckerna | Mysteriet med det gömda huset                           | Enid Blyton                    | Citadell             | ✔         |          |           |         | [ 90 ] |
| 1995 | Mysterie-böckerna | Mysteriet med teaterkatten                              | Enid Blyton                    | Citadell             | ✔         |          |           |         | [ 90 ] |
| 1995 | Mysterie-böckerna | Mysteriet med den osynlige tjuven                       | Enid Blyton                    | Citadell             | ✔         |          |           |         | [ 90 ] |
| 1995 | Mysterie-böckerna | Mysteriet med den försvunne prinsen                     | Enid Blyton                    | Citadell             | ✔         |          |           |         | [ 90 ] |
| 1995 | Mysterie-böckerna | Mysteriet med det konstiga byltet                       | Enid Blyton                    | Citadell             | ✔         |          |           |         | [ 90 ] |
| 1995 | Mysterie-böckerna | Mysteriet vid Ekallén                                   | Enid Blyton                    | Citadell             | ✔         |          |           |         | [ 90 ] |
| 1995 | Mysterie-böckerna | Mysteriet i jägarvillan                                 | Enid Blyton                    | Citadell             | ✔         |          |           |         | [ 90 ] |
| 1995 | Mysterie-böckerna | Mysteriet med rymmaren                                  | Enid Blyton                    | Citadell             | ✔         |          |           |         | [ 90 ] |
| 1995 | Mysterie-böckerna | Mysteriet med tjuvgömman                                | Enid Blyton                    | Citadell             | ✔         |          |           |         | [ 90 ] |
| 1995 | Mysterie-böckerna | Mysteriet i spökslottet                                 | Enid Blyton                    | Citadell             | ✔         |          |           |         | [ 90 ] |
| 1996 | –                 | Mitt liv med Hamregården                                | Olof Hambraeus                 | 42 förl.             |           |          | ✔         |         |        |

## Kortfilmer
| År   | Namn                | Kommentar                                                  | TV-visning     | Ref.   |
| ---- | ------------------- | ---------------------------------------------------------- | -------------- | ------ |
| 1958 | Statyetten          | amatörfilm                                                 |                | [ 93 ] |
| 1959 | Rebellen            | amatörfilm                                                 |                | [ 93 ] |
|      | Bollen              | ofullbordad amatörfilm                                     |                | [ 93 ] |
| 1967 | Mario               | elevfilm                                                   | TV0 1967-12-04 | [ 94 ] |
| 1967 | Serier för miljoner | informationsfilm för Semic Press, tills.m. Sture Hegerfors |                | [ 95 ] |
|      | Pang du är död      | elevfilm                                                   | TV1 1970-03-15 | [ 96 ] |

## Utställningar
| År   | Titel                                             | Var                           | Från       | Till       | Typ  | Typ   | Kommentar                                                         | Ref.                    |
| År   | Titel                                             | Var                           | Från       | Till       | sep. | saml. | Kommentar                                                         | Ref.                    |
| ---- | ------------------------------------------------- | ----------------------------- | ---------- | ---------- | ---- | ----- | ----------------------------------------------------------------- | ----------------------- |
| 1965 | Seriernas fantastiska värld                       | Galleri Karlsson              | 1965-12-11 | 1966-01-06 |      | ✔     | visades även på andra håll: i Sverige, Italien och Frankrike      | [ 95 ] [ 97 ]           |
| 1976 | Svenska Seriemuseet                               | Liseberg                      | 1976-04-17 | 1978       |      | ✔     |                                                                   | [ 98 ] [ 99 ]           |
| 1979 | Serier för alla: svenska serier och serietecknare | Nationalmuseum                | 1979-01-11 | 1979-03-18 |      | ✔     | två nummer                                                        | [ 100 ]                 |
| 1985 | Bilden i barnets värld                            | Barnmiljörådet                | 1985(?)    | 1985-03-?? |      | ✔     |                                                                   | [ 101 ]                 |
| 1986 | Rolf Gohs                                         | Galerie C                     | 1986-04-05 |            | ✔    |       | 42 nummer (till salu för ett styckepris av omkring 1 400 kronor). | [ 102 ]                 |
| 1986 | Serier!                                           | Kulturhuset, Stockholm        | 1986-05-16 | 1986-11-02 |      | ✔     |                                                                   | [ 58 ]                  |
| 1986 | Rolf Gohs                                         | Kulturhuset, Stockholm        | 1986-06-05 | 1986-06-24 | ✔    |       |                                                                   | [ 103 ] [ 104 ]         |
| 2004 | Fantomen                                          | Seriegalleriet                | 2004-09-18 | 2004-10-13 |      | ✔     |                                                                   | [ 105 ]                 |
| 2009 | Stockholm i serier                                | Stockholms stadsbibliotek     | 2009-11-18 | 2009-12-30 |      | ✔     |                                                                   | [ 106 ]                 |
| 2010 |                                                   | Tidö leksaks- och seriemuseum | 2010       | 2016-08-14 |      | ✔     |                                                                   | [ 108 ]                 |
| 2016 | Den vandrande vålnaden                            | Åbergs museum                 | 2016-03-30 | 2016-10-02 |      | ✔     |                                                                   | [ 109 ] [ 110 ] [ 111 ] |
| 2017 | Fantomen                                          | Galleriet, Strömstad          | 2017-09-23 | 2017-12-07 |      | ✔     |                                                                   | [ 112 ]                 |

Kommentar: "sep." = separatutställning och "saml." = samlingsutställning.

## Utmärkelser och stipendier

### Filmrelaterat
- 1959 – silverplakett samt specialpris för utmärkt regi i nationell amatörfilmstävling (för kortfilmen Statyetten)[93]
- 1959 – förstapris i nordisk amatörfilmstävling (för kortfilmen Statyetten)[93]
- 1959 – fjortondeplats i kategorin för dokumentärer på internationella amatörfilmfestivalen Union Internationale du Cinéma(de) i Helsingfors (för kortfilmen Statyetten)[93][113]
- 1960 – silverplakett i nationell amatörfilmstävling (för kortfilmen Rebellen)[114]

### Serierelaterat
- 1972 – Adamsonstatyetten
- 1977 – arbetsstipendium på 12 000 kronor från Författarfonden efter det att Seriefrämjandet skickat in en ansökan[115]
- 1984 – 91:an-stipendiet (15 000 kronor)[116] "för hans unika insatser inom svensk seriekonst."[117]
- 1987 – Urhunden-nominering i kategorin bästa originalsvenska seriealbum 1986 (för samlingsalbumet Mystiska 2:an)[58]
- 1987 ca – tvåårigt stipendium från Författarfonden[118]

### Omslagsrelaterat
Omslag av Rolf Gohs har vid åtskilliga tillfällen röstats fram som "årets bästa" av Fantomen-läsarna:
- Sverige (Fantomen): 1971, 1972, 1973, 1974, 1975, 1978, 1983, 1990, 1991, 1993, 1996, 2006
- Norge (Fantomet): 1983, 1984, 1987, 1989, 1990, 1991, 1993, 1996, 2004, 2012
- Finland (Mustanaamio): 1987, 1989, 1990, 1991, 1992